# Il Caffaro
Il Caffaro è stato un quotidiano italiano fondato a Genova nel 1875.

## Storia
Fondato a Genova l'11 novembre 1875 da Anton Giulio Barrili, che lo guiderà sino al 1884, il nome della testata riprendeva quello dell'annalista genovese Caffaro di Rustico da Caschifellone. Sotto la direzione di Barrili il giornale ebbe tendenze repubblicane e liberali.
Dopo Barrili, la guida del giornale passò a Luigi Arnaldo Vassallo, noto con lo pseudonimo di Gandolin, a cui subentrò nel dicembre 1897 Pietro Guastavino, che ne era già stato collaboratore e redattore.
Guastavino diresse il giornale sino al 21 febbraio 1909, giorno della sua morte: sotto la sua direzione il Caffaro si spostò su tendenze più conservatrici.
Il giornale sospese le pubblicazioni tra il 1930 ed il 1942. Il Caffaro, divenuto interventista e filofascista, chiuse definitivamente nel 1943.

## Direttori
- 1875 - 1886 (non figura): Anton Giulio Barrili
- 1886 - 1889 (19 novembre, n.323): Giuseppe Pizzorni
- 1889 - 1891: Giovanni Ferdinando Resasco
- 1892 - 1894: Luigi Arnaldo Vassallo
- 1894 - 1897 (30-31 novembre): Prospero Aste
- 1897 (2-3 dicembre, n.334) - 1909 (27 febbraio): Pietro Guastavino
- 1910 (21 giugno) - 1930 (1º gennaio): Luigi Dameri
- 1943 (29 luglio) - 1943 (9 settembre): Luigi Dameri